# جويل غروسمان
جويل غروسمان (بالإنجليزية: Joel Grossman)‏ هو عالم سياسة أمريكي، ولد في 19 يونيو 1936، وتوفي في 2 يونيو 2018.